# Lawn-Lake-Staudamm
Koordinaten: 40° 27′ 51″ N, 105° 37′ 41″ W

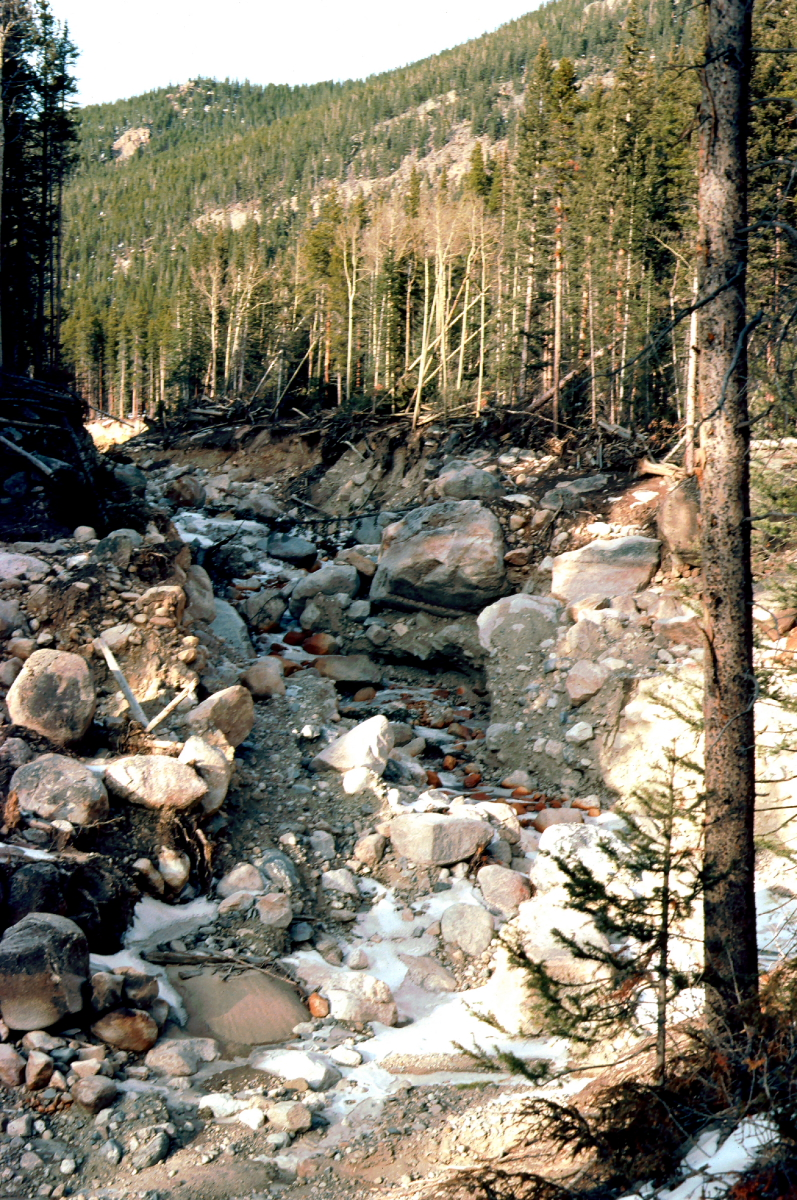
Unterhalb des gebrochenen Dammes (1983)

Der Lawn-Lake-Staudamm war ein Staudamm bei Estes Park in den Rocky Mountains in Colorado, USA. Er versagte am 15. Juli 1982 durch Dammbruch. Durch die Flutwelle starben drei Menschen und es gab einen Sachschaden von 21 bis 31 Mio. US $.
Der Staudamm wurde 1903 auf einer Meereshöhe von 11.000 Fuß (3300 m ü. NN) gebaut. Er war ein 24 Fuß (7,3 m) hoher Erddamm, diente der Bewässerung und wurde von einer privaten Gesellschaft betrieben.
Am Morgen des 15. Juli um 5:30 Uhr brach der Damm bei normalen Wetterbedingungen und setzte 700 acre-feet (863.437 m³) Wasser frei, das mit einem Spitzenabfluss von 18.000 ft³/s (510 m³/s) das Tal hinunter raste. Die Flutwelle war bis zu 35 Fuß (10,7 m) hoch und ergoss sich dann in das flachere Tal des Fall River. Dort wurde die Flut von der Cascade-Staumauer zunächst aufgehalten. Diese 1908 erbaute und 17 Fuß (5,2 m) hohe Gewichtsstaumauer wurde 4 Fuß (1,2 m) hoch überflutet und brach dadurch um 7:42 Uhr ebenfalls in einem sogenannten „Kaskadenbruch“. Der nur zufällig so heißende „Cascade-Stausee“ war allerdings mit einem Inhalt von 31.000 m³ eher klein.
Die Ursache wird in einer Abdichtung aus Blei gesehen, die ein Rohr mit dem Schieberhaus verband. Durch die schadhafte Dichtung konnte Wasser eindringen und den Damm erodieren. Die progressiv fortschreitende innere Erosion (sogenanntes „Piping“) führte dazu, dass der Damm weggespült wurde.
Der Staudamm wurde im Nachgang der Katastrophe nicht wiederaufgebaut. Hierdurch verlor Estes Park die Fähigkeit, Wasserkraft zu erzeugen.